# Severnaia Zemlia
Severnaia Zemlia (em russo:  Се́верная Земля́, Terra ao Norte) é um arquipélago russo localizado ao norte da península siberiana de Taimyr, ao longo do Estreito de Vilkitsky, no Oceano Ártico.
A leste do arquipélago fica o Mar de Laptev e a oeste o Mar de Kara. Administrativamente, forma parte do krai russo de Krasnoiarsk.
O arquipélago foi descoberto apenas em 1913, tendo sido cartografado pela primeira vez em 1931, tornando-se assim o último arquipélago da Terra a ser descoberto.

## Histórico
Apesar de estar localizado relativamente próximo à costa norte da Rússia, os primeiros registros oficiais sobre Severnaia Zemlia datam apenas do início do Século XX.
No passado alguns exploradores relataram a presença de terras na região, dentre os quais pode-se citar Matvei Gedenschtrom e Yakov Sannikov, durante suas investidas à Nova Sibéria (em russo:  Новая Сибирь, Novaya Sibir), em 1810.
Envolto pela camada de gelo que recobre o Oceano Ártico, o arquipélago de Severnaia Zemlia veio ser mencionado oficialmente somente após a Expedição Hidrográfica ao Oceano Ártico dos quebra-gelos Taimir e Vaigach.
Em 22 de agosto de 1913 (3 de setembro de 1913 no Calendário gregoriano), a expedição fincou a bandeira da Rússia no que acreditavam ser uma única ilha. Esse novo território foi batizado de Terra do Imperador Nicolau II (Russo: Zemliya Imperatora Nikolaya Vtorova), em uma referência a Nicolau II da Rússia. Em 1926, contudo, a presidência do Comitê Executivo Central da União Soviética rebatizou o território em Severnaia Zemlia.
Umberto Nobile, junto com a tripulação de seu Italia, sobrevoou as ilhas em 15 de maio de 1928. Na primavera de 1931 a expedição de Georgy Ushakov e Nikolay Urvantsev (1930-1932) demonstrou que Severnaia Zemlia era na verdade um arquipélago, formado por quatro grandes ilhas. Durante a expedição foi produzido o primeiro mapa detalhando as grandes ilhas do arquipélago. O dirigível Graf Zeppelin, durante seu voo polar de julho de 1931, determinou que havia ao menos duas ilhas no arquipélago.

## Ilhas

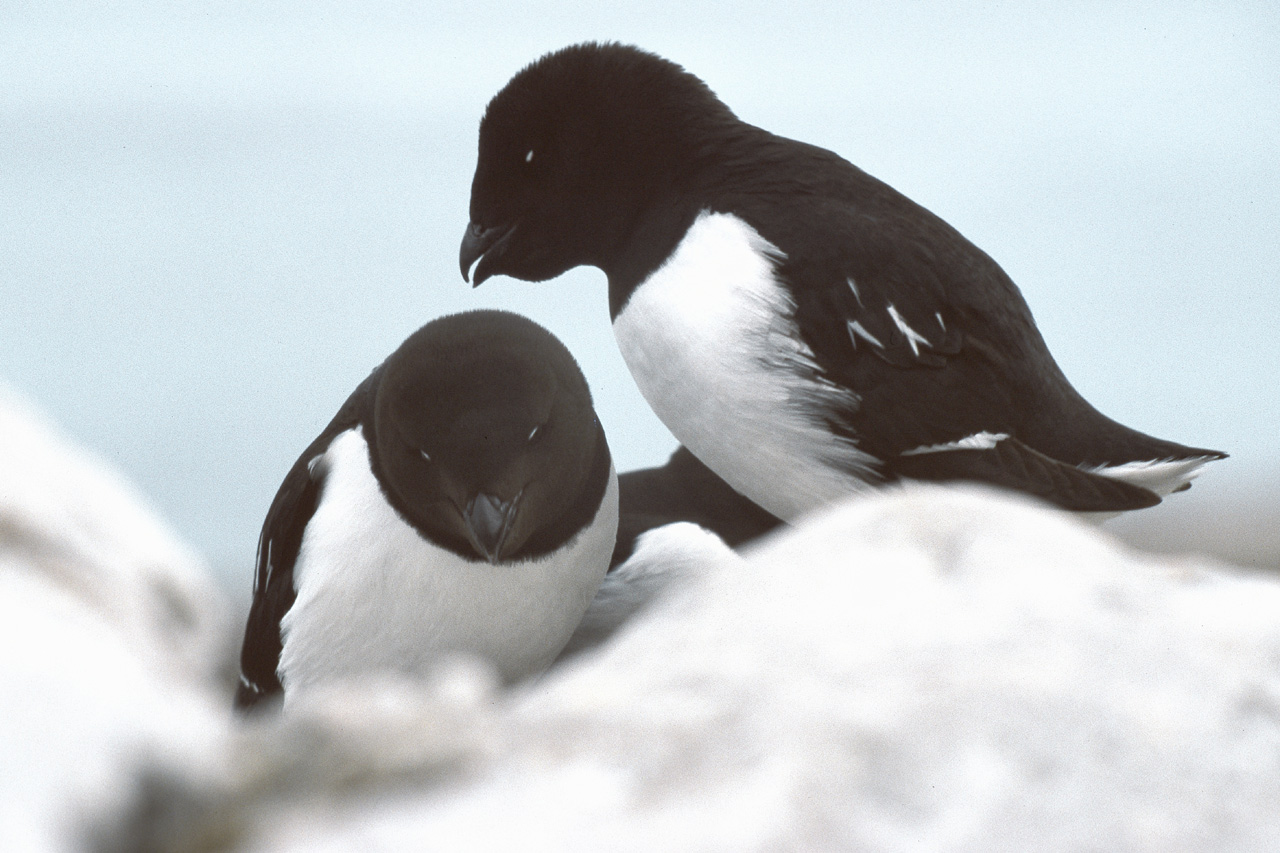
Severnaia Zemlia é local de nidificação da torda-anã (Alle alle)

As ilhas principais são:
- Ilha da Revolução de Outubro
- Ilha Komsomolets
- Ilha Bolchevique
- Ilha dos Pioneiros
- Ilha Schmidt

Com outras menores, porém notáveis:
- Ilha Maly Taymyr
- Arquipélago Sedov